# Barbara Hetmańska
Barbara Hetmańska (Katowice, 29 novembre 1986) è una cantante polacca.

## Biografia
Ha maturato la passione per la musica fin da piccola, quando già era appassionata di musica classica, jazz e rock, e seguendo dei corsi specializzati. Il suo primo successo l'ha avuto all'età di cinque anni, quando ha vinto il Children's Song Festival. Nel 2001, nel 2002 e nel 2004 ha vinto dei concorsi canori a Katowice,.
Il suo singolo di debutto, Wszystko, czego dziś chcę, è una cover della canzone originale di Izabela Trojanowska. Nel 2006 Barbara è stata inserita nell'Universal Music Polska e il 12 giugno 2009 ha partecipato al festival della musica di Opole col suo nuovo singolo Yeah!, piazzandosi settima. Come terzo singolo dal suo album di debutto è stata scelta la canzone Czas (siłę w sobie mam). Uscito il 23 novembre 2009, il suo album è intitolato Hałas w mojej głowie e comprende 15 tracce di musica dance.
Nel 2010 viene pubblicato il nuovo singolo Lick It, che è una collaborazione con DJ Adamus. La canzone è in lingua inglese. Il 16 aprile 2010 Barbara è stata in Cina per promuovere il suo album.
A febbraio 2011, Hetmańska ha confermato l'uscita del suo nuovo album, Między jawą a snem, e della rispettiva versione in lingua inglese, Between Sleep and Wakefulness, per l'estate dello stesso anno. Il 15 giugno 2011 è stato pubblicato il primo singolo, Jesteś jak sen, mentre il giorno successivo, il 16 giugno, è stata resa disponibile la sua versione in inglese, You Are the Love.

## Discografia

### Album in studio
- 2009 – Hałas w mojej głowie
- 2011 – Między jawą a snem